# Cornelia Funke
Cornelia Maria Funke, mais conhecida como Cornelia Funke (Dorsten, 10 de dezembro de 1958) é uma escritora alemã de literatura infantojuvenil.

## Biografia
Cornelia nasceu em 1958, na cidade alemã de Dorsten, no estado da Renânia do Norte-Vestfália, na então Alemanha Ocidental, filha de Harlz-Heinz e Helmi Funke. Quando criança, queria se tornar astronauta e ou uma piloto de avião, mas depois decidiu estudar pedagogia na Universidade de Hamburgo. Depois de terminar seus estudos, Funke trabalhou durante três anos como assistente social, se focalizando em crianças carentes.
Cornelia se casou com Rolf Funke em 1981 e o casal teve dois filhos, Anna (nascida em 1989) e Ben (nascido em 1994). A família Funke viveu em Hamburgo, antes de se mudarem para Los Angeles em maio de 2005. Em março de 2006, Cornelia perdeu seu marido para o câncer.

## Literatura
Cornelia ganhava algum dinheiro ilustrando livros, mas rapidamente começou a escrever suas próprias Histórias, inspirada naquelas que leu para as crianças carentes com quem tinha trabalhado. No final da década de 1980 e começo da 1990, seu trabalho com as crianças a inspirou a escrevera série de livros Gespensterjäger e Wilde Hühner. É hoje considerada como a J.K. Rowling alemã.
Sua fama internacional surgiu com o livro de fantasia O Cavaleiro do Dragão, que ficou na lista dos mais vendidos do New York Times por 78 semanas, que continuou com The Thief Lord (2000, traduzido para o português em 2004), que imediatamente subiu para a #2 posição da lista dos mais vendidos do New York Times, ficando lá por 19 semanas e vendeu 1,5 milhões de cópias.
O livro que deu seguimento à sua fama foi Tintenherz que venceu o prêmio BookSense Book of the Year Children's Literature de 2004. Coração de Tinta é a primeira parte de uma trilogia que tem como continuação Sangue de Tinta, que venceu o segundo prêmio de Funke 'BookSense Book of the Year Children's Literature, no ano de 2006. A trilogia é finalmente concluida com Morte de Tinta (publicado na Alemanha em 2007), e publicado no Brasil em 2010.

## Filmes
O filme The Thief Lord, baseado no livro The Thief Lord, foi lançando em 2006. O filme Inkheart, baseado no livro Tintenherz, foi lançado em 2008, e dirigido por Iain Softley. Brendan Fraser estrelou o papel principal.

## Obras (parcial)
- Herr der Diebe (2002) no Brasil: The Thief Lord (2004)
- Drachenreiter (2005) no Brasil: O Cavaleiro do Dragão (2009)
- Geisterritter (2011) no Brasil: O Cavaleiro Fantasma (Seguinte, 2013)

### Trilogia Mundo de Tinta
- Tintenherz (2004) no Brasil: Coração de Tinta (2006)
- Tintenblut (2005) no Brasil: Sangue de Tinta (2009)
- Tintentod (2008) no Brasil: Morte de Tinta (2010)

### Reckless (comLionel Wigram)
- Reckless. Steinernes Fleisch (2010) no Brasil: A maldição da pedra (Seguinte, 2011)
- Reckless. Lebendige Schatten (2012) no Brasil: Sombras Vivas (Seguinte, 2013)
- Reckless. Das goldene Garn (2015) no Brasil: O Fio Dourado (Seguinte, 2016)

### ComGuillermo Del Toro
- O Labirinto do Fauno (2019) no Brasil